# Cinta americana

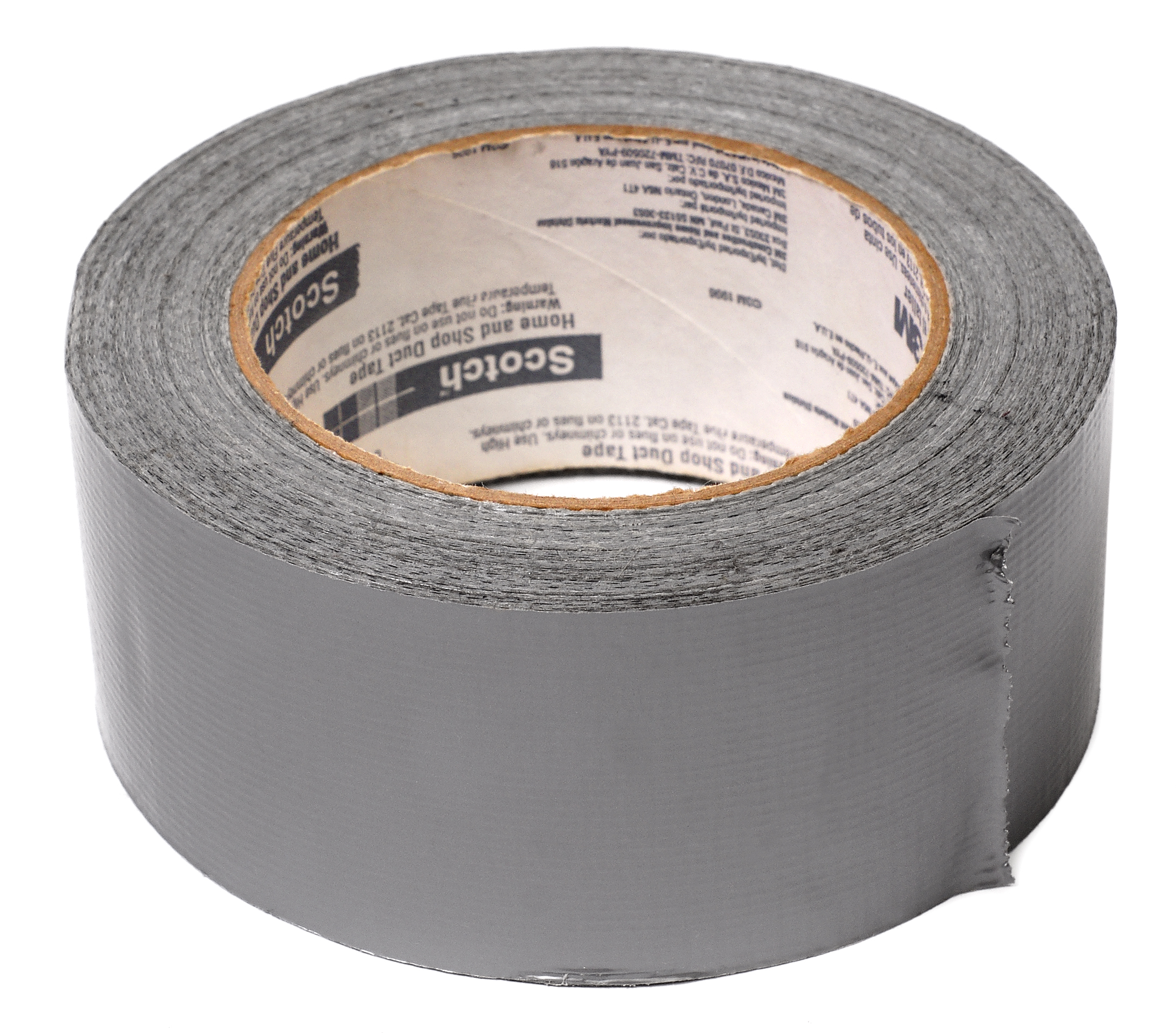
Rotllo de cinta americana grisa.

La cinta americana, coneguda també com a cinta de tela, cinta platejata, és una mena de cinta adhesiva que es caracteritza per afegir una malla o filat de fibres naturals o sintètiques semblant a una bena com a reforç. El resultat és una cinta fàcil de tallar amb les mans, més forta i resistent a la tracció i pressió que altres cintes i que té múltiples usos.
Se sol presentar en rotllos molt més amples que els de altres cintes adhesives. El costat adhesiu és sempre de color blanc. El costat no adhesiu normalment és gris metàl·lic, encara que es pot trobar en negre i es comercialitzen en menor mesura altres colors.
S'utilitza a tallers, embarcacions, produccions audiovisuals, construcció, indústria automobilística, etc.
Es pot usar per unir o reparar tubs flexibles, tapar estrips en robes, tendes de campanya i veles de vaixell, fixar canonades provisionalment, etc.
Encara que no s'usa com a cinta aïllant, els professionals elèctrics, de vegades la utilitzen per fixar cables temporalment.
És molt comú el seu ús en realitzacions audiovisuals (televisió, cinema, ràdio, teatre, concerts, etc).
Existeixen versions especials per a ús aeroespacial i militar.
El seu ús està també molt estès al món dels esports de motor. Un clar exemple és en les carreres de motos, utilitzada sobre el radiador de refrigeració per adequar la temperatura de funcionament del motor d'aquesta, a les condicions climatològiques.